# Gónada
Em biologia, chamam-se gónadas (português europeu) ou gônadas (português brasileiro) os órgãos onde os organismos multicelulares (ou metazoários) produzem as células sexuais (Gametas) necessárias para a sua reprodução. As gônadas femininas estão localizadas nos ovários, enquanto as masculinas localizam-se nos testículos.
Além da sua função reprodutiva, as gônadas são também glândulas do sistema endócrino, responsáveis pela produção de hormônios sexuais.

## Desenvolvimento embrionário das gónadas
O desenvolvimento das gónadas faz parte da determinação cromossómica do sexo, ou seja, vem a partir de um genótipo, transmitido de geração em geração. Nos mamíferos, em geral, usa-se o sistema XY como determinação. Ambos os sexos iniciam-se com uma gónada bipotente, ou seja, indiferenciada. Isso é uma situação bem peculiar, visto que, em geral, os órgãos têm apenas um destino possível, mesmo em um estado primário.

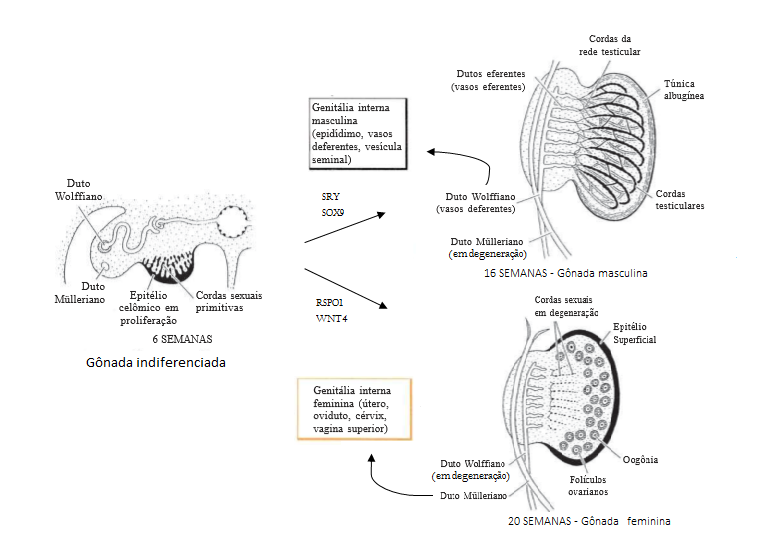
Adaptado de Gilbert, S. 2014. Developmental Biology, 10th EdiMon. Sinauer Assoc, Sunderland.

A gónada rudimentar aparece próxima aos rins rudimentares no início do desenvolvimento (na quarta semanas em humanos) e permanecem assim por um longo período (até a sétima semana em humanos). O desenvolvimento ocorre a partir do mesoderma intermediário, havendo proliferação de células na chamada crista genital, que dará origem à parte somática das gônadas, cercando as células germinativas, que migrarão até essa região. 
A gónada bipotente, então, precisa se diferenciar, a partir do genótipo do indivíduo. Não são as hormonas que influenciam a diferenciação das gónadas, mas sim o componente genético. A gónada já diferenciada irá então, produzir hormonas que auxiliarão o funcionamento correto do órgão.¹  A diferenciação ocorre em alguns sistemas de canais pares: o de Wolffian, no sentido masculino e o de Müller, no sentido feminino.

## Hormonas sexuais

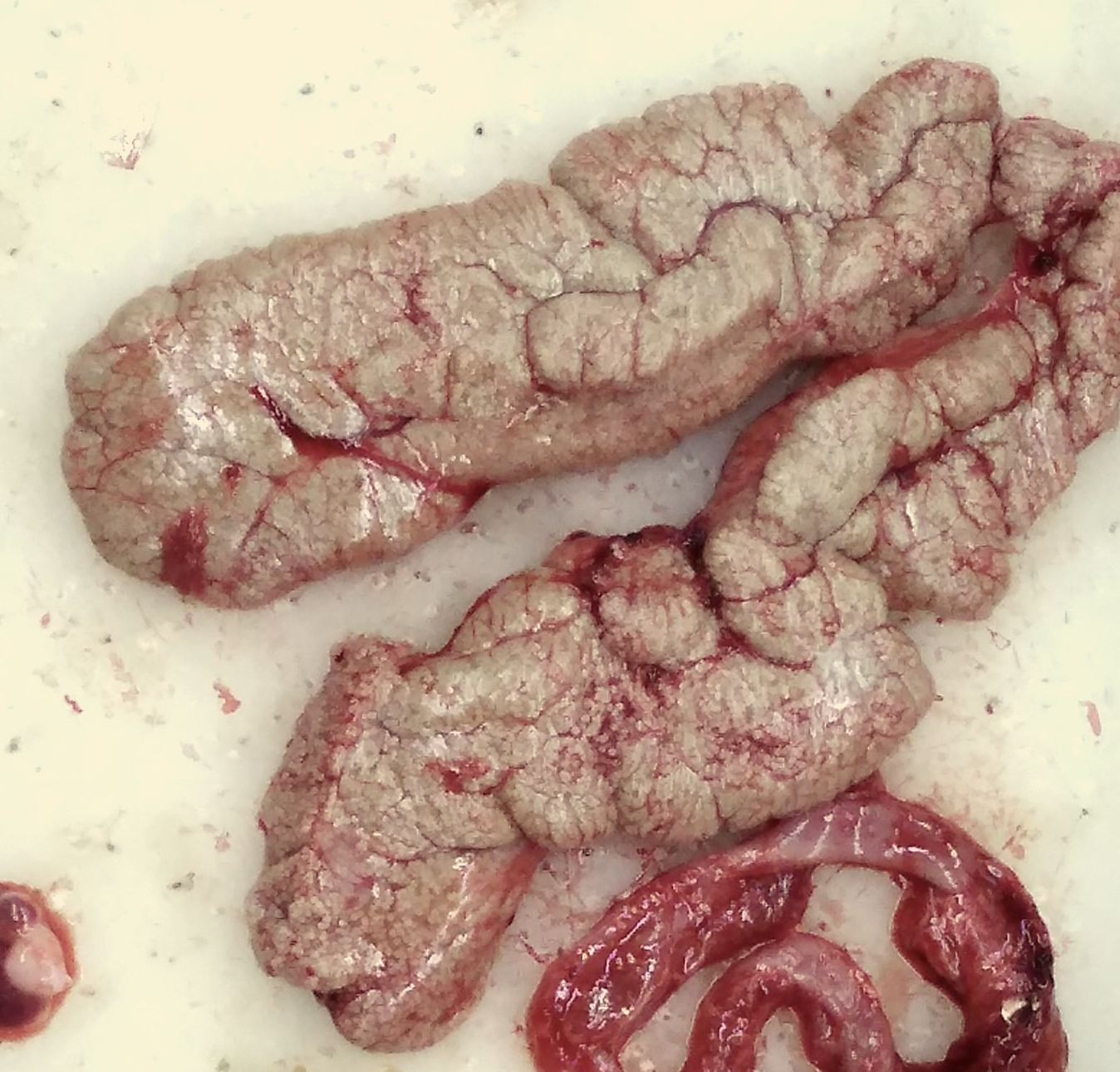
Ovários de Cyprinus carpio
um par de ovários frescos de Cyprinus carpio colocados em um prato de dissecação

As gônadas são também glândulas endócrinas: os hormonas secretadss são geralmente anabólicos, isto significa que promovem o anabolismo, a fase construtiva do metabolismo.

### Testosterona
Os testículos secretam andrógenos, dos quais a testosterona é a mais importante. Ela é responsável pelo desenvolvimento das características sexuais secundárias masculinas e pela espermatogénese. Ela é também essencial para o crescimento, desenvolvimento normal e maturação do sistema esquelético masculino.
Os efeitos andrógenos da testosterona são responsáveis, em parte, pela retenção da proteína muscular e hipertrofia muscular observados durante o treinamento de força.
A testosterona administrada para aumentar a massa muscular esquelética não aumenta o tecido conjuntivo e, por desequilíbrio mecânico, podem ocorrer lesões. Além disso, por feedback negativo pode causar o bloqueio da produção de espermatozoides (a longo prazo) produzindo esterilidade e alteração das características sexuais secundárias: perda de pelos, alteração da voz, aumento das glândulas mamárias.

### Estrógeno e progesterona
Os ovários secretam dois tipos de hormônios: estrógeno e progesterona. O estrógeno promove desenvolvimento das características sexuais secundárias femininas, a fase proliferativa do ciclo menstrual, ovogênese e ovulação e muitas mudanças durante a gravidez. A progesterona promove a fase secrecional (lútea) do ciclo menstrual, preparação do útero para gravidez e preparação das mamas para lactação.
O treinamento intenso, pode diminuir muito a porcentagem de gordura diminuindo a produção de esteróides (estrógeno e progesterona) não ocorrendo o espessamento do endométrio (parede interna do útero) e a menstruação (amenorréia atlética). Também pode ocorrer a esterilidade temporária.